# Kazuaki Tasaka
Kazuaki Tasaka (Hiroshima, 3. kolovoza 1971.) japanski je nogometaš.

## Klupska karijera
Igrao je za Bellmare Hiratsuka, Shimizu S-Pulse i Cerezo Osaka.

## Reprezentativna karijera
Za japansku reprezentaciju igrao je od 1995. do 1999. godine. Odigrao je 7 utakmice.
S japanskom reprezentacijom Kazuaki Tasaka je igrao na Copa América 1999.

## Statistika
| Japan  | Japan | Japan |
| Godina | Nast. | Gol.  |
| ------ | ----- | ----- |
| 1995.  | 4     | 0     |
| 1996.  | 0     | 0     |
| 1997.  | 0     | 0     |
| 1998.  | 0     | 0     |
| 1999.  | 3     | 0     |
| Ukupno | 7     | 0     |

## Vanjske poveznice
- National Football Teams
- Japan National Football Team Database